# Funkybarítico, hedónico, fantástico
Funkybarítico, Hedónico, Fantástico es el noveno y último álbum de estudio de la banda chilena de funk rock Chancho en Piedra, lanzado el 5 de agosto de 2016. Producido por Guido Nisenson, fue la primera grabación de la banda lanzada completamente independiente. Los estilos musicales de Funkybarítico, Hedónico, Fantástico vuelven a sus inicios haciendo un contraste con los discos anteriormente lanzados en el siglo XXI, siendo este uno de los discos más influenciado por la música negra tanto así como la música Disco, Soul, Funk, R&B y Rock. El disco incorporó claras y directas críticas a la sociedad chilena y global, a la clase política y a entidades como la iglesia católica. 
El disco se comenzó a componer el año 2015 en el balneario de El Quisco. Posteriormente el cuarteto se recluyó durante el verano de 2016 en los Estudios del Sur, ubicados entre María Pinto y Melipilla, para luego finalizar el trabajo de más de un año en los estudios "La Salitrera". 
El 26 de mayo de 2016, en el programa de televisión Kamaleon,
Chancho en Piedra dio a conocer el primer sencillo del disco, titulado "Mi mejor momento" interpretándolo en vivo. El 14 de julio de 2016 se dio a conocer el nombre del disco, y también la noticia de que el 6 de agosto de 2016 se lanzaría el primer sencillo en un concierto en el Teatro Teletón, obteniendo los asistentes una versión física del disco por la compra de la entrada al evento.
En el lanzamiento del primer sencillo la banda tocó Selfie, Funkybaritico, W.W.W, Vientre Fuerte y Mi Mejor Momento, temas del disco Funkybarítico, Hedónico, Fantástico. También ese día da a conocer oficialmente que el lanzamiento del disco en vivo será el día 8 de octubre de 2016 en el Teatro Caupolicán.
Salió en formato vinilo el 17 de agosto de 2017.
Es el primer álbum auto-producido de la banda, estuvieron a punto de firmar por Chilevisión Música para la distribución, pero el sello cerro días después del anuncio del sencillo.
Este también es el último trabajo con el guitarrista y miembro fundador Pablo Ilabaca, luego de renunciar al grupo en abril de 2018.

## Lista de canciones
| N.º | Título                         | Duración |  |
| 1.  | «Vientre fuerte»               | 3:23     |  |
| 2.  | «Funkybarítico»                | 4:22     |  |
| 3.  | «Mi mejor momento»             | 3:23     |  |
| 4.  | «Tren a la luna»               | 3:46     |  |
| 5.  | «Dejando libre el amor»        | 4:22     |  |
| 6.  | «Selfie»                       | 2:51     |  |
| 7.  | «Llamas»                       | 4:43     |  |
| 8.  | «El mundo que nos tocó vivir»  | 4:01     |  |
| 9.  | «T.O.C»                        | 5:39     |  |
| 10. | «Solo»                         | 5:00     |  |
| 11. | «W.W.W (Weón, Weón, Weón)»     | 2:30     |  |
| 12. | «Y yo por qué tengo que parar» | 4:44     |  |

Versión vinilo

| Lado A |                         |          |  |
| N.º    | Título                  | Duración |  |
| 1.     | «Vientre fuerte»        | 3:23     |  |
| 2.     | «Funkybarítico»         | 4:22     |  |
| 3.     | «T.O.C»                 | 5:39     |  |
| 4.     | «Dejando libre el amor» | 4:22     |  |
| 5.     | «Tren a la luna»        | 3:46     |  |
| 6.     | «Selfie»                | 2:51     |  |
| 24:23  |                         |          |  |

| Lado B |                                |          |  |
| N.º    | Título                         | Duración |  |
| 1.     | «Mi mejor momento»             | 3:23     |  |
| 2.     | «Llamas»                       | 4:43     |  |
| 3.     | «El mundo que nos tocó vivir»  | 4:01     |  |
| 4.     | «Solo»                         | 5:00     |  |
| 5.     | «W.W.W (Weón, Weón, Weón)»     | 2:30     |  |
| 6.     | «Y yo por qué tengo que parar» | 4:44     |  |
| 24:21  |                                |          |  |

## Singles
1. «Mi mejor momento»
2. «Dejando libre el amor»
3. «Funkybarítico»

## Inspiraciones
- La canción "Llamas" es un homenaje al fotógrafo Chileno Rodrigo Rojas de Negri y psicóloga Carmen Gloria Quintana que fueron quemados el 2 de julio de 1986 por una patrulla militar en la dictadura de Augusto Pinochet.[cita requerida]